# 交響曲第1番 (ミヨー)
交響曲第1番 作品210は、ダリウス・ミヨーが作曲した（交響曲とは題名ばかりの純然たる室内楽作品である「室内交響曲」を除いて）12曲の交響曲のうち最初の作品。作品の細部まで古典的な作風を採用している。

## 概要
シカゴ交響楽団の音楽監督であるフレデリック・ストックから同楽団の創立50周年記念の作品として委嘱された。同時に委嘱された作品にはストラヴィンスキーの交響曲ハ調、コダーイの管弦楽のための協奏曲、カゼッラの交響曲第3番、ミャスコフスキー交響曲第21番などがあった。ミヨーはすでに50歳に近かったが、交響曲を書くのは初めてだった。伝記作家のポール・コラールによると、厳密に議論をするベートーヴェン的な思想にミヨーの作風が向いていないためであるという。
1939年の末頃に委嘱を受け、エクス＝アン＝プロヴァンスで作曲が行なわれた。当時のミヨーはリウマチ関節炎を持病としており、後に車椅子での生活を余儀なくされたが、この当時はリウマチ関節炎が悪化して病床にあり、毎日ラジオでナチスのニュースを聞いていたという。また11月頃になってから一時回復し、暖房の入る食堂にピアノを運ばせたものの、作曲の意欲が出なかった時もあったという。しかし、シカゴ交響楽団から委嘱された作品が演奏会で唯一フランスの作曲家の手になる作品であるという事実が、ミヨーの背中を押して作曲に取り掛かり、ようやく12月19日に交響曲第1番を完成させた。
翌1940年のナチスによるパリの陥落後、ユダヤ人であるミヨーの一家はアメリカ合衆国に亡命し、オークランドのミルズカレッジに職を得た:58-59。
初演は1940年10月12日にシカゴで、ミヨー自身の指揮によって行なわれた:103。

## 構成
4楽章の古典的な交響曲のスタイルを採っている。演奏時間は約27分。
第1楽章 パストラル（ほどほどの速さで、生き生きと）
簡潔でエレガントな主題がフルートと弦楽によって提示されたあと、管楽器群、またはハープを伴って多彩に扱われる牧歌的なダンスである。
第2楽章 きわめて速く
快活な第1主題が終盤にかけて徐々に帯びたかげりを引き継いだ、ロンド形式でスケルツォの楽章。
第3楽章 きわめて穏やかに
管楽器によるパッサカリアが静謐な変奏曲の形を形成して、新たなコントラストを生み出す。
第4楽章 フィナーレ（生き生きと）
強烈な行進曲風の主題で開始され、ファランドールの主題が第1楽章の牧歌的な雰囲気を呼び戻しつつ、響きは決然としたものとなっている。